# Anna Zawadzka

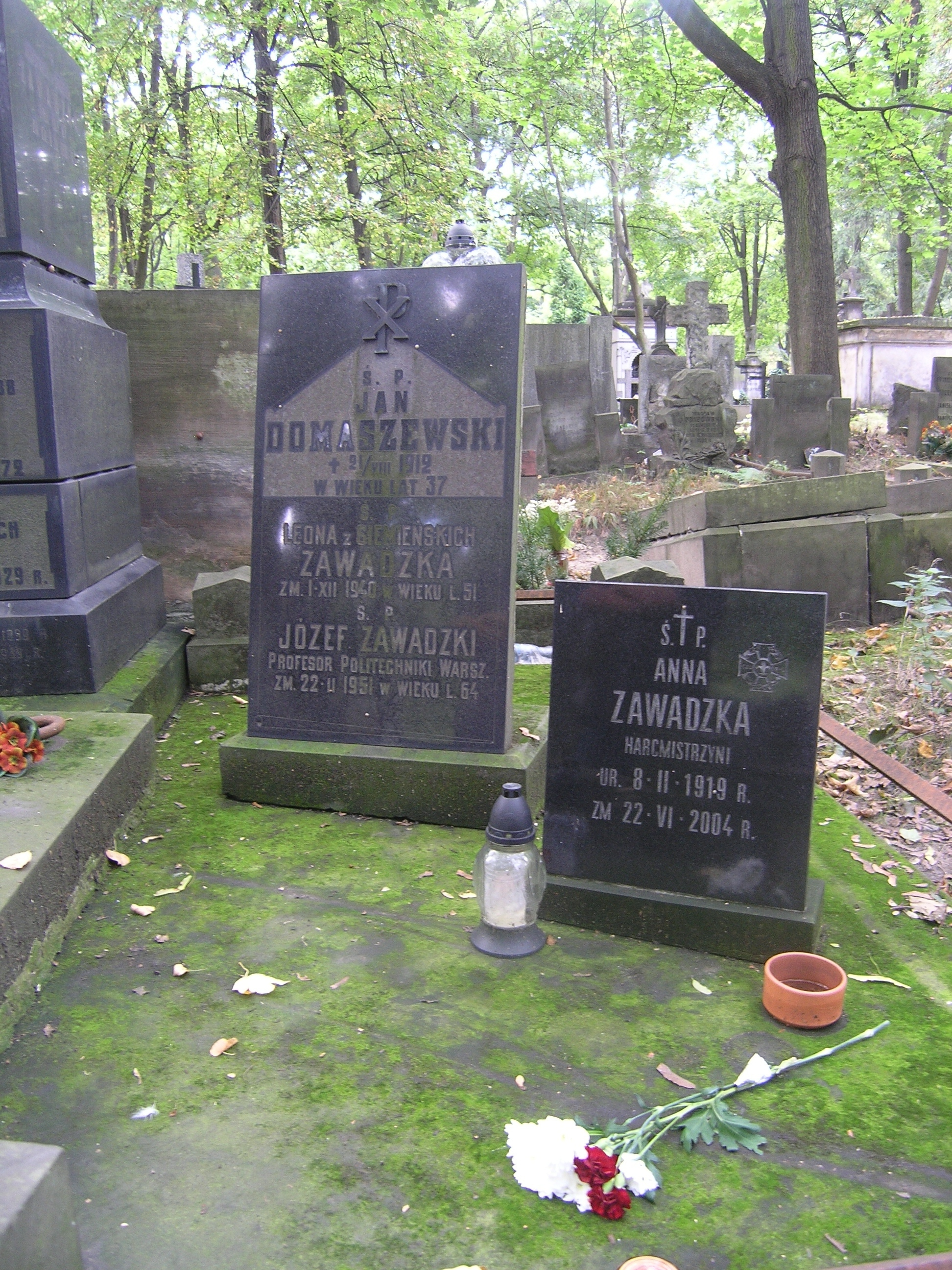
Grób Anny Zawadzkiej na cmentarzu Powązkowskim

Anna Zawadzka (ur. 8 lutego 1919 w Warszawie, zm. 22 czerwca 2004 tamże) – polska anglistka, nauczycielka i autorka podręczników, instruktorka harcerska.

## Życiorys
Córka Józefa Zawadzkiego i Leony z domu Siemieńskiej, siostra Tadeusza Zawadzkiego ps. Zośka. W czasie nauki w gimnazjum wstąpiła do 14 Warszawskiej Żeńskiej Drużyny Harcerskiej im. Królowej Jadwigi (WŻDH). W 1937 roku ukończyła kurs drużynowych w Ignalinie. W latach 1937–1942 drużynowa 14 WŻDH.
Podczas obrony Warszawy we wrześniu 1939 roku pracowała w Pomocniczym Szpitalu Harcerskim oraz schronisku zorganizowanym przez Komendę Pogotowia Harcerek. W czasie okupacji niemieckiej uczyła dzieci w tajnym Gimnazjum im. Królowej Jadwigi. W latach 1942–1944 była komendantką Hufca Szarych Szeregów Śródmieście. Uczestniczyła w powstaniu warszawskim. 
Po II wojnie światowej pracowała w liceach warszawskich oraz na Uniwersytecie Warszawskim jako nauczycielka logiki i języka angielskiego. Po zakończeniu wojny była nadal aktywną uczestniczką życia harcerskiego. W latach 1945–1946 zastępczyni komendantki Warszawskiej Chorągwi Harcerek ZHP, następnie w 1947–1948 członkini Głównej Kwatery Harcerek ZHP. Po odrodzeniu ZHP w latach 1956–1958 kierowniczka Wydziału Kształcenia Chorągwi Warszawskiej.
W latach 80. brała udział w reformowaniu Związku Harcerstwa Polskiego, była członkiem „bandy czworga” wraz z Stefanem Mirowskim, Jankiem Rossmanem i Haliną Wiśniewską. Włączyła się w odnowę ZHP, co przyniosło między innymi po IX/XXVI Zjeździe ZHP przywrócenie tradycyjnego prawa i przyrzeczenia harcerskiego.
W latach 1990–1993 była wiceprzewodniczącą ZHP. Autorka kilku monografii poświęconych polskiemu harcerstwu.
Została pochowana na cmentarzu Powązkowskim, (kwatera K, rz. 1, m. 23-24).

## Publikacje
- Dzieje harcerstwa żeńskiego w Polsce w latach 1911−1948/49, Warszawa 2004[5].
- Tadeusz Zawadzka „Zośka”, Warszawa 2001.
- Gawędy o tych które przewodziły Cz. 1: Olga Małkowska, Jadwiga Falkowska, Józefina Łapińska, Jadwiga Zwolakowska", Wyd. 2, Warszawa 2001[6].